# Ned Cuthbert
Edgar Edward "Ned" Cuthbert (20 de junho de 1845 – 6 de fevereiro de 1905) foi um jogador profissional de beisebol. A carreira de Cuthbert no esporte começou em 1865 com o Keystone Club da Filadélfia. Após duas temporadas como segunda base e outfielder com os  Keystones, se mudou para o clube West Philadelphia, jogando apenas quatro partidas antes de se juntar ao Philadelphia Athletics. Com Cuthbert, os Athletics venceram campeonatos nacionais em 1867 e 1868. Forte rebatedor e campista, Ned se mudou para o Chicago White Stockings em 1870.
Cuthbert jogou em diversos times da National Association e sua sucessora, a National League, jogando na Filadélfia, Chicago, St. Louis e Cincinnati.
Segundo relatos, Ned fez o primeiro roubo de bases no beisebol organizado em 1865 quando jogava pelo Philadelphia Keystones, simplesmente esperando a distração do arremessador e correndo da primeira para a segunda base. Entretanto, de acordo com Peter Morris em "A Game Of Inches", o roubo de bases era parte do beisebol bem antes de 1865; o primeiro relato eplícito de roubo de bases remonta à 1856.
Ned Cuthbert morreu de endocardite em St. Louis, Missouri, e foi enterrado no Bellefontaine Cemetery.